# التماسك المتبادل (الفيزياء)
يحدث التماسك المتبادل عندما يكون هنالك اثنين من التذيذبات الجيبية ذات نفس التردد و يظهروا علاقة طور ثابتة خلال فترة زمنية.

## اقرأ أيضا
- التماسك المتبادل (الجبر الخطي)
- اتساق (فيزياء)
- طاقة
- مصفوفة طورية

## روابط خارجية
Wolkowski, Z. W. (2007). "The concept of coherence considered as a systems isomorphism". Systems Research. 9 (4): 61–66. doi:
10.1002/sres.3850090406